# Zimella
Zimella är en ort och kommun i provinsen Verona i regionen Veneto i Italien. Kommunen hade 4 880 invånare (2018).